# Aliaksandr Paǔlaǔ
Aliaksandr Paǔlaǔ (în belarusă Аляксандр Паўлаў; în rusă Александр Павлов, transliterat: Alexandr Pavlov; n. 18 august 1984, Bialyničy, RSS Bielorusă, URSS) este un fotbalist belarus retras din activitate. A jucat în prima ligă belarusă pentru FC Dnepr Moghilău, Bate Barysaǔ și Šachcior Salihorsk.